# Portalegre (tỉnh)
Tỉnh Portalegre (phát âm tiếng Bồ Đào Nha: [puɾtɐˈlɛɣɾ(ɨ)], tiếng Bồ Đào Nha: Distrito de Portalegre) là một tỉnh ở phía nam của Bồ Đào Nha, giáp biên giới với vùng Extremadura của Tây Ban Nha. Thủ phủ đóng tại thành phố Portalegre.

## Các khu tự quản
Tỉnh gồm 15 khu tự quản:
- Alter do Chão
- Arronches
- Avis
- Campo Maior
- Castelo de Vide
- Crato
- Elvas
- Fronteira
- Gavião
- Marvão
- Monforte
- Nisa
- Ponte de Sor
- Portalegre
- Sousel

Bản mẫu:Khu tự quản của tỉnh Portalegre